# Игнино
Игнино — посёлок в Куйтунском районе Иркутской области России. Административный центр Ленинского муниципального образования.

## Инфраструктура
В Игнино находится Ленинская СОШ, детский сад, участковая больница. Большая часть всех домов и учреждений имеет централизованное отопление и водоснабжение. Игнино связано автобусным сообщением с п. Куйтун и г. Саянск.

## История
Название села на бурятском языке означает "яма". Само село было основано бурятами на берегу реки Кимильтейки. Изначально проживало в нем 10-15 семей.
В летний период они жили в так называемых "летниках" - бурятских юртах, позже стали строить деревянные избы. Зимой переезжали в "зимники", находящиеся в 1,5-2 километрах от «летников». Это место сейчас называется «Утугом». Основными занятиями были земледелие и скотоводство. Сеяли пшеницу, рожь, овес. Так же занимались рыбной ловлей. 
В 1920-21 годы в Игнино появились первые русские жители,  братья Покатиловы, Яков и Иван с семьями. Яков занимался хлебопашеством, построил дом,  имел 2 коровы, 2 лошади.
Иван работал на железной дороге, а его семья жила рядом с семьей брата, дом они купили в "зимнике". Затем потянулись остальные русские первопереселенцы, сначала мужчины, скупавшие у бурят избы, затем приехали их семьи. В последствии они также выкупали у местных земли и перевозили скот и домашнюю и рабочую утварь. 
В 1925 году бурятских семей почти не осталось, последняя семья уехали из Игнино в 1927 году. Русские не спешили создавать колхозы и совхозы, вели единоличные хозяйства. В эпоху глобальной коллективизации в селе был образован совхоз  «Игнинский». Основным видом деятельности было свиноводство. 
В 1933 году было проведено электричество. В 1937 году появился комбайн, увеличилось количество тракторов. Совхоз стал племсвиносовхозом «Ленинский». Совхоз развивался: были построены фермы, гаражи, склады, работали две свинофермы, три молочно-товарных фермы, автопарк, мехмастерские, стройотдел.
В 1939 году был построен клуб, расположившийся в центре села на берегу реки Кимильтейка. В 1965 году запущена автоматическая телефонная станция.
В 1980 году был построен красивый просторный Дом Культуры, в котором работала музыкальная школа по классу баяна, пианино, был духовой оркестр, вокально-инструментальная группа.

## Население
| 2002 | 2010 | 2011 | 2012 |
| ---- | ---- | ---- | ---- |
| 715  | ↘563 | ↘560 | ↘528 |

По данным Всероссийской переписи, в 2010 году в посёлке проживали 563 человека (265 мужчин и 298 женщин).